# Titeuf (série télévisée d'animation)
Pour les articles homonymes, voir Titeuf (homonymie).
Titeuf est une série télévisée d'animation franco-suisse, adaptée de la bande-dessinée suisse éponyme de Zep, diffusée du 4 avril 2001 au 3 octobre 2017 sur France 3 et Canal J.
Elle est diffusée en France depuis le 4 avril 2001 sur Canal J et depuis le 3 décembre 2001 dans les émissions Les Minikeums, TO3, France Truc, Toowam, Ludo et Okoo sur France 3. Les trois premières saisons de la série furent rediffusées dans l'émission Ludo et Okoo sur France 4.
Un film inspiré de la série est également sorti le 6 avril 2011.

## Synopsis
La série raconte la vie quotidienne de Titeuf, un jeune garçon de dix ans à la mèche blonde caractéristique, de ses amis, et de leur vision du monde des adultes. Une grande partie des discussions abordées concernent les mystères des filles, de la vie, de la séduction, et de Nadia, la fille dont Titeuf est amoureux. Une autre caractéristique de Titeuf sont ses nombreuses expressions (telles que « Tchô ! » et « C'est pô juste ! »).

## Fiche technique
- Titre original : Titeuf
- Créateur : Zep
- Production : Smec Media (saison 1), France Animation (saisons 1-3), Go-N production (saison 4)
- Réalisateurs : Daniel Duda, Prakash Topsy, Olivier Bonnet, Monica Maaten et Christian Choquet (saisons 1-3) David Garcia (saison 4)
- Société de distribution : France Télévisions
- Ventes internationales : Taffy Kids (saisons 1-3)
- Sociétés de production : France Animation, Glenat, France 3, Canal J et SMEC
- Langue originale : Français

## Distribution
- Donald Reignoux : Titeuf et Hugo
- Sabrina Leurquin : Manu, Dumbo, Nathalie, (1re voix, saisons 1-3)
- Kaycie Chase : Ramatou, Dumbo (2e voix, à partir de la saison 4),
- Vincent Ropion : François, Jean-Claude, Ludo, Pépé, Jean-Do, le Grand Myope
- David Garcia : Thérèse, Maxime
- Thierry Ragueneau : le père de Titeuf, Vomito, Puduk, le grand Diego, Tim, Marco, Morvax, Ramon, Basil
- Caroline Pascal : Nadia (1re voix), Zizie, Ze t'aime, Julie, (saisons 1-3)
- Pauline Brunner : Nadia (2e voix, à partir de la saison 4),
- Danièle Hazan : la mère de Titeuf, Tata Monique, la maîtresse, (1re voix, saisons 1-2)
- Nathalie Homs : Manu, Zizie, Lucie, l'Infirmière (2e voix, saison 4), la mère de Titeuf, Tata Monique, la maîtresse (2e voix, saisons 3-4),

- Studio d'enregistrement : Karina Films[7] (saisons 1 à 3) puis Piste Rouge (saison 4)
- Direction artistique : Claudio Ventura, Pierre Valmy (saisons 1 à 3) puis Anne Giraud (saison 4)

## Production

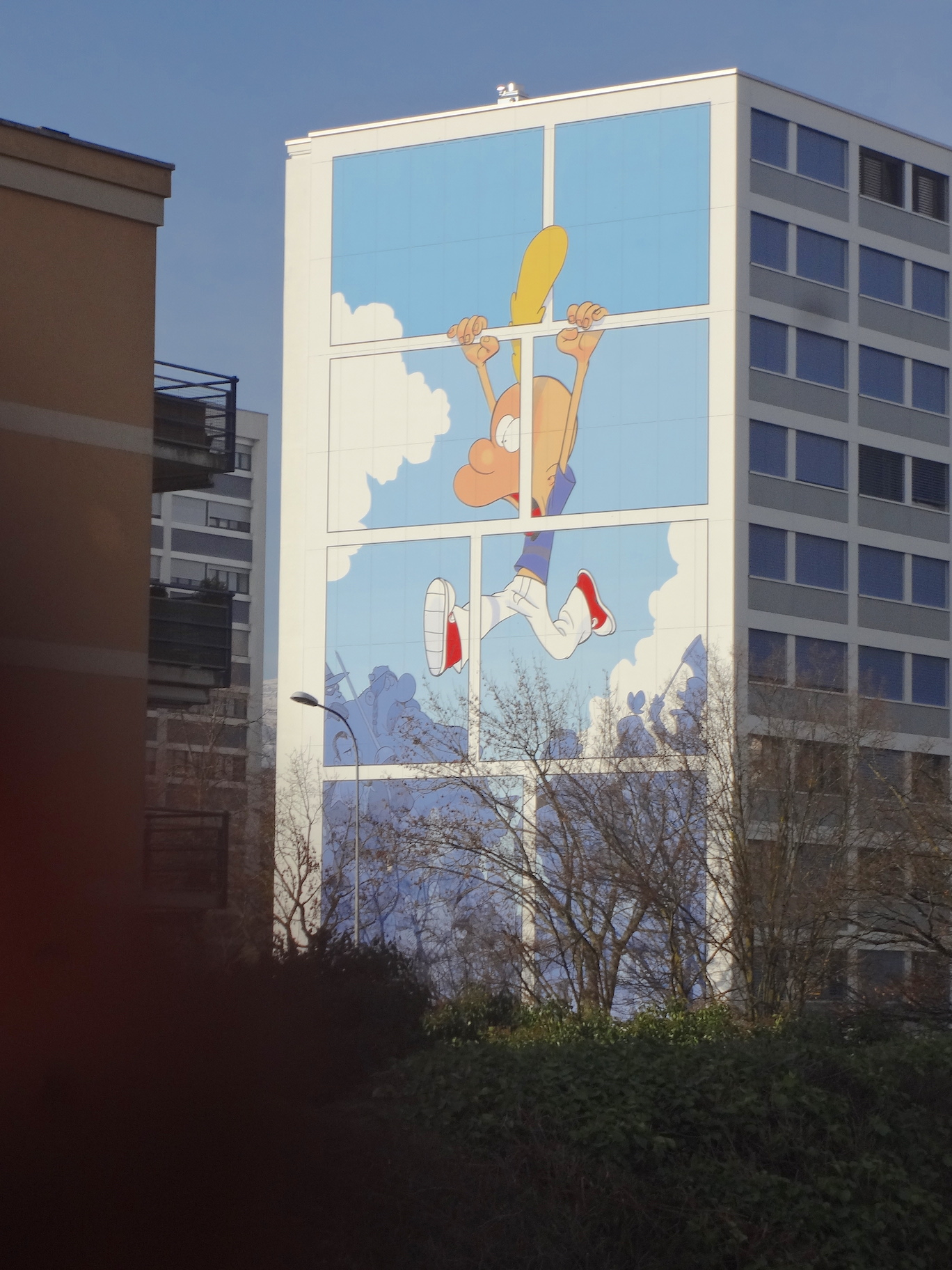
Titeuf peint sur une façade d'immeuble à Onex, canton de Genève, en 2018.

La série d'animation Titeuf tire son inspiration et ses origines depuis la série de bandes dessinées homonyme, créée par l'auteur suisse Zep. Elle est initialement réalisée par Daniel Duda, par Prakash Topsy pour la deuxième saison, et Olivier Bonnet pour la troisième saison. La série est produite par les studios MoonScoop en trois saisons, dont la première comporte 78 épisodes, en 2003. Le premier générique est composé par Terry J. Neale et Rick Mulhal, et édité par FA Musique. Le thème musical du générique de la troisième saison, interprété par Matthieu Chedid, est initialement présent dans le jeu Titeuf : Méga-Compet' sur PlayStation 2, commercialisé le 24 septembre 2004,. La série a également aidé à la popularisation de la bande-dessinée.
La série est différente comparée à la bande dessinée. Selon Zep, « Maintenant, tout le monde le [Titeuf] connaît, mais il n'est pas consensuel pour moi. Il a été un peu édulcoré pour la série TV, mais pas dans mes albums » Plusieurs personnages ont disparu, comme Ramon dont le rôle est relégué à Tim dans certains épisodes (l'adaptation du gag Ramon, il est trop s'appelle Tim, il est trop)[réf. nécessaire]. La série est d'ailleurs conçue à une époque où le style graphique des personnages n'était pas encore clairement défini (notamment le personnage de Nathalie), ce qui provoque des différences graphiques entre les personnages des derniers albums et ceux de la série[réf. nécessaire].
L'importante audience de la série mène au projet de création d'un film. En décembre 2010, presque neuf ans après la première diffusion de la série, un film intitulé Titeuf, le film est en cours de développement. Lors d'une entrevue avec le journal Sud Ouest au début de 2011, Zep explique : « Si j'avais su dès le départ l'ampleur du projet, je ne sais pas si j'aurais accepté. On a été jusqu'à 700 à travailler sur le film. À un moment, 18 studios étaient à l'œuvre sur ce long-métrage (à Angoulême, notamment, où ont été réalisés les lumières, les ombres et les effets spéciaux) ; c'était un cauchemar. » Par la suite, une quatrième saison est mise en œuvre par David Garcia aux studios Go-N Productions, également producteurs de la série d'animation Lou !.

## Diffusion
Titeuf est initialement diffusée en France depuis le 4 avril 2001 sur la chaîne de télévision Canal J. La série s'exporte le 3 décembre 2001 dans l'émission Les Minikeums sur la chaîne France 3, puis est rediffusée en 2005 dans l'émission France Truc. Une troisième suit le 27 août 2008 dans Toowam et sur Canal J. Une quatrième saison a été diffusée dès le 13 février 2016 sur France  3 dans l'émission Ludo puis à la rentrée 2017 sur Canal J. Les trois premières saisons de la série furent rediffusées sur France 4.
En Suisse la quatrième saison fut diffusée dès le 18 novembre 2015 sur RTS 2. En Belgique, la série est diffusée sur les chaînes La Trois et anciennement sur La Deux. En Italie, elle est diffusée sur la chaîne Rai 2. Aux États-Unis, elle est diffusée sur la chaîne UPN et Starz Kids and Family. Au Québec, elle est diffusée à partir du 14 septembre 2002 à la ICI Radio-Canada Télé puis rediffusée sur Télé-Québec.